# Dauphin aptère austral
Lissodelphis peronii
Espèce
Statut de conservation UICN

 LC  : Préoccupation mineure
Statut CITES
Le Dauphin aptère austral (Lissodelphis peronii) est une espèce de cétacé odontocète de la famille des Delphinidae. C'est l'unique dauphin sans aileron dorsal de l'Hémisphère Sud.

## Description

Comparaison de la taille d'un dauphin aptère austral avec celle d'un plongeur

Les adultes de cette espèce mesurent de 2 à 3 m de long, rarement plus, les mâles étant en moyenne plus grands que les femelles, pour un poids de 60 à 100 kg.
Comme tous les dauphins du genre Lissodelphis, ils ne possèdent pas de nageoire dorsale.
Ils sont globalement noir sur la face dorsale et blanc sur la face ventrale, la limite du noir partant globalement de la base du bec, passant sous les yeux et au-dessus de la base des nageoires, puis remontant en position plus dorsale jusqu'aux nageoires caudales. Des variations de couleur existent au niveau individuel (taches grises ou noir sur le blanc, taches grises ou blanches sur le noir).
Les petits naissent davantage marron et gris que blanc et noir et acquièrent leurs couleurs adultes vers l'âge d’un an.

## Répartition et habitat

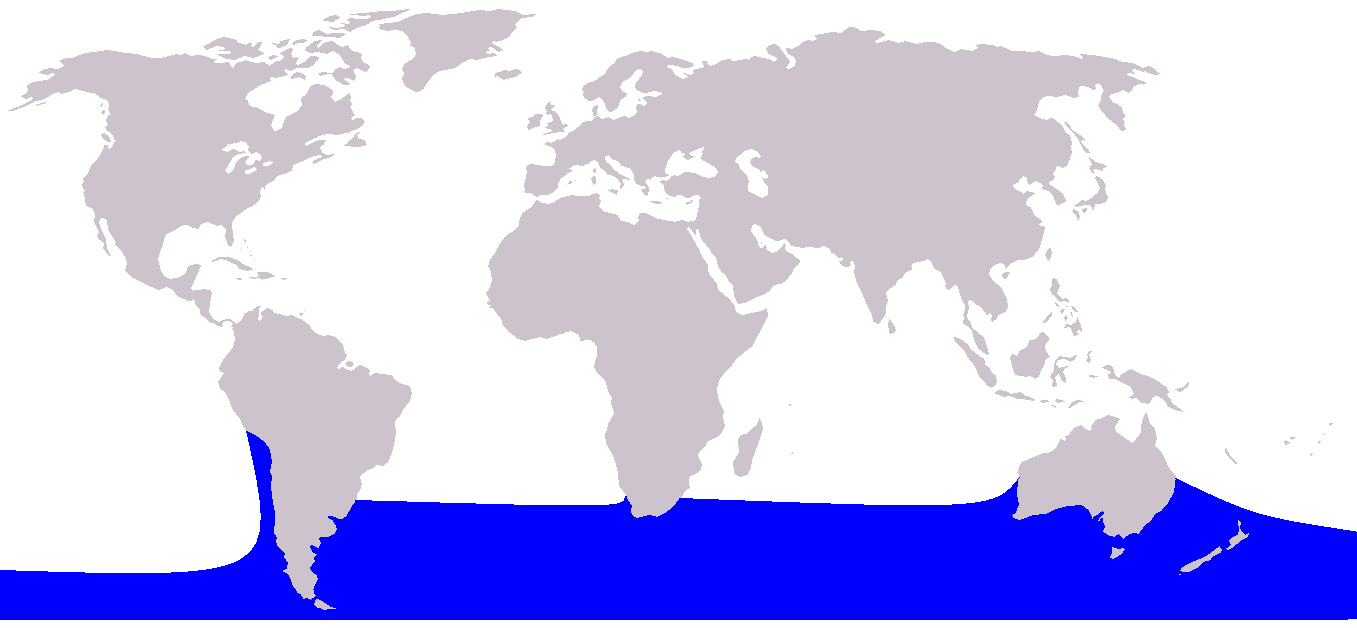
Aire de répartition du Dauphin aptère austral

Le Dauphin aptère austral est pélagique. Il vit dans les mers et océans froids ou tempérés froids de l'Hémisphère Sud (généralement entre 8 et 19 °C), dont les eaux riches en nutriments sont poissonneuses.
Son aire de répartition, grossièrement circumpolaire, coïncide globalement avec le front polaire sub-antarctique, avec toutefois une remontée vers le Nord le long des côtes Pacifique du Chili et du Pérou.

## Biologie et comportement

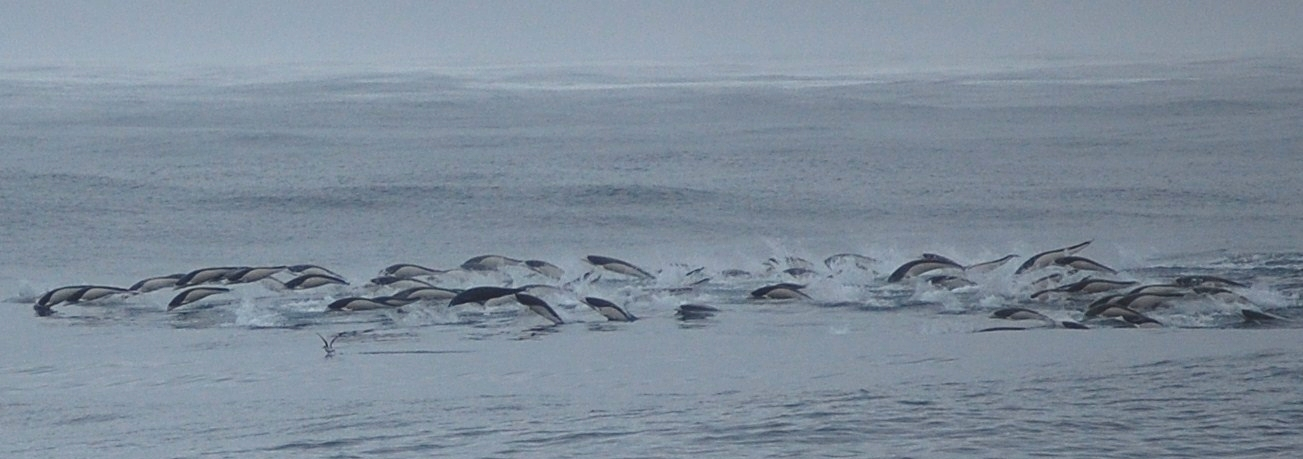
Déplacement en banc d’une troupe de Lissodelphis peronii